# Professor Satchafunkilus and the Musterion of Rock
Professor Satchafunkilus and the Musterion of Rock es el duodécimo álbum solista de Joe Satriani. Grabado en el 2008, este álbum se lanzó el 1 de abril de 2008. Fue grabado en The Plant, en la ciudad de Sausalito, California. Fue producido por John Cuniberti, en ayuda de Joe Satriani. Este álbum no contiene piezas tan complejas de interpretar con la guitarra, pero en este álbum Satriani logra crear un sonido distinto con respecto a obras anteriores, en el que lo que importa no es precisamente la interpretación de la guitarra, sino lo que se quiere expresar con ésta, porque logra transmitir un mensaje con ésta. En el álbum aparece "Andalusia", una pieza instrumental que está metida en el ritmo flamenco "bulería" interpretada con una guitarra acústica.

## Lista de canciones
- "Musterion" - 4:37
- "Overdriver" - 5:06
- "I Just Wanna Rock" - 3:27
- "Professor Satchafunkilus" - 4:47
- "Revelation" - 5:57
- "Come On Baby" - 5:49
- "Out of the Sunrise" - 5:43
- "Diddle-y-a-doo-dat" - 4:16
- "Asik Vaysel" - 7:42
- "Andalusia" - 6:51

## Créditos
- Joe Satriani - Guitarrista, productor
- John Cuniberti - Productor, mezclas.
- Jeff Campitelli - Batería
- Matt Bissonette - Bajista
- ZZ Satriani - Saxo tenor